# Dácil
Dácil (o Dacila; Tenerife, circa 1460 – ...) era una donna guanci dell'isola di Tenerife, figlia del re o mencey Bencomo durante la conquista europea delle isole Canarie nel XV secolo.
È uno dei protagonisti del poema epico "Antigüedades de las Islas Afortunadas" di Antonio de Viana, pubblicato nel 1604, considerato da alcuni storici moderni come personaggio di fantasia.
Secondo altri ricercatori il personaggio esisteva ma la leggenda è falsa, poiché Dácil, figlia di Bencomo e battezzata come Doña Mencía Bencomo, sposerebbe Adjoña, il Mencey di Abona battezzato come Gaspar Hernández. Mentre l'altra figlia di Bencomo sposò Juan Doramas, figlio del re aborigeno di Gran Canaria Doramas.
Alcuni autori traducono il nome di Dácil come "impronta, passo".